# J (programovací jazyk)
J je programovací jazyk vytvořený v roce 1990 Kennethem E. Iversonem a Rogerem Huiem. Je silně ovlivněn jazykem APL a function-level programovacími jazyky FL a FP. Na rozdíl od APL používá znakovou sadu ASCII.

## Vlastnosti jazyka
J nevyžaduje, aby funkce specifikovala své parametry. Z toho důvodu je jeho kód špatně čitelný pro ty, kteří tento jazyk neznají.

### Datové typy
- Numeric
- Literal
- Boxed

Datový typ numeric má několik variant. Může být typu:
- bit,
- integer (celé číslo),
- floating point (desetinné číslo),
- complex (komplexní číslo),
- extended precision integer (celké celé číslo) a
- rational fraction (zlomek).

Datový typ literal reprezentuje jeden znak. Znaky se dávají do uvozovek ('a'). Seznam znaků lze zapsat jako více znaků v uvozovkách ('ahoj').

Datový typ boxed se vytváří tak, že to, co má být v boxu, se napíše doprava za znak <: 
```
<
1
 
0
 
1
 
0

```

Výsledek má datový typ boxed.

## Příklady
Definice funkce, která vypočítá průměr z libovolného počtu čísel:
```
prumer
=:
 
+/
 
%
 
#

```

+/ sečte všechny prvky pole, # vrátí počet prvků pole a % tyto dvě hodnoty vydělí.

Volání funkce:
```
prumer
 
1
 
2
 
3
 
4

```

Funkce dostane pole, které obsahuje 1, 2, 3, a 4.